# Scorching Ping Pong Girls
Scorching Ping Pong Girls (灼熱の卓球娘?, Shakunetsu no takkyū musume, lett. "Giocatrici di ping pong infiammate") è un manga scritto e disegnato da Yagura Asano, pubblicato da Shūeisha dal 19 dicembre 2013. Un adattamento anime, prodotto da Kinema Citrus e sottotitolato in italiano da Crunchyroll, è stato trasmesso in Giappone tra il 3 ottobre e il 19 dicembre 2016.

## Personaggi
Koyori Tsumujikaze (旋風 こより?, Tsumujikaze Koyori)
Doppiata da: Yumiri Hanamori
Agari Kamiya (上矢 あがり?, Kamiya Agari)
Doppiata da: Minami Tanaka
Hanabi Tenka (天下 ハナビ?, Tenka Hanabi)
Doppiata da: Marika Kōno
Hokuto Itsumo (出雲 ほくと?, Itsumo Hokuto)
Doppiata da: Yūki Kuwahara
Mune Ōmune (大宗 夢音?, Ōmune Mune)
Doppiata da: Ayaka Imamura
Kiruka Ushirode (後手 キルカ?, Ushirode Kiruka)
Doppiata da: Hisako Tōjō

## Media

### Manga
Il manga, scritto e disegnato da Yagura Asano, è stato serializzato sulla rivista Jump SQ.19 di Shūeisha dal 19 dicembre 2013, fino al trasferimento sulla piattaforma online Tonari no Young Jump il 15 maggio 2015. Il primo volume tankōbon è stato pubblicato il 4 marzo 2015 e al 4 dicembre 2017 ne sono stati messi in vendita in tutto sei.

#### Volumi
| Nº | Data di prima pubblicazione | Data di prima pubblicazione | Data di prima pubblicazione |
| Nº | Giapponese                  | Giapponese                  |                             |
| -- | --------------------------- | --------------------------- | --------------------------- |
| 1  | 4 marzo 2015                | ISBN 978-4-08-880204-6      |                             |
| 2  | 4 marzo 2015                | ISBN 978-4-08-880257-2      |                             |
| 3  | 4 aprile 2016               | ISBN 978-4-08-880708-9      |                             |
| 4  | 4 ottobre 2016              | ISBN 978-4-08-880796-6      |                             |
| 5  | 2 dicembre 2016             | ISBN 978-4-08-880832-1      |                             |
| 6  | 4 dicembre 2017             | ISBN 978-4-08-881430-8      |                             |

### Anime
L'adattamento anime è stato annunciato dalla Avex Pictures il 26 marzo 2016. La serie televisiva, prodotta dalla Kinema Citrus e diretta da Yasuhiro Irie, è andata in onda dal 3 ottobre al 19 dicembre 2016. Le sigle di apertura e chiusura sono rispettivamente Shakunetsu switch (灼熱スイッチ?, Shakunetsu suicchi) delle doppiatrici Yumiri Hanamori, Minami Tanaka, Marika Kōno, Yūki Kuwahara Ayaka Imamura e Hisako Tōjō e Boku no frontier (僕らのフロンティア?, Boku no furontia) del gruppo idol della serie Wake Up, Girls!. In Italia e nel resto del mondo all'infuori dell'Asia gli episodi sono stati trasmessi in streaming, in contemporanea col Giappone, da Crunchyroll.

#### Episodi
| Nº | Titolo italiano Giapponese 「Kanji」 - Rōmaji                                                                        | In onda          | In onda |
| Nº | Titolo italiano Giapponese 「Kanji」 - Rōmaji                                                                        | Giapponese       |         |
| 1  | Mi batte forte forte il cuore! 「…ドキドキするっ！」 - Doki doki suru!                                               | 3 ottobre 2016   |         |
| 2  | Un posto incedibile 「譲れない場所」 - Yuzurenai basho                                                               | 10 ottobre 2016  |         |
| 3  | Lo adoro!! 「好きっ！！」 - Suki!!                                                                                   | 17 ottobre 2016  |         |
| 4  | Tennis da tavolo noioso 「タイクツな卓球」 - Taikutsu na takkyū                                                      | 24 ottobre 2016  |         |
| 5  | Voglio che mi batta forte forte il cuore assieme a te 「あなたとドキドキしたいから」 - Anata to dokidoki shitai kara | 31 ottobre 2016  |         |
| 6  | Amiche 「ともだち」 - Tomodachi                                                                                      | 7 novembre 2016  |         |
| 7  | Livello nazionale 「全国校の実力」 - Zenkoku-kō no jitsuryoku                                                        | 14 novembre 2016 |         |
| 8  | Il doppio 「ダブルス」 - Daburusu                                                                                    | 21 novembre 2016 |         |
| 9  | Sono irraggiungibile 「私には届かない」 - Watashi ni wa todokanai                                                    | 28 novembre 2016 |         |
| 10 | Il mio tennis da tavolo 「わたしの卓球」 - Watashi no takkyū                                                         | 5 dicembre 2016  |         |
| 11 | Il ritiro 「合宿」 - Gasshuku                                                                                        | 12 dicembre 2016 |         |
| 12 | Insieme possiamo arrivare dove vogliamo 「ふたりでならどこまででも」 - Futari de nara doko made demo                 | 19 dicembre 2016 |         |